# 林泰成
林 泰成（はやし やすなり、1959年 - ）は、日本の教育学者。上越教育大学学長。放送大学客員教授。
専攻は、道徳教育学、教育哲学。

## 研究
大学院生の頃は、ウィトゲンシュタインを中心に分析哲学の研究に取り組んでいた。現在は、コールバーグに基づくモラルジレンマ授業の研究、ケアリング倫理に基づく道徳教育の研究、道徳授業に行動面の指導を取り入れたモラルスキルトレーニングの研究に取り組んでいる。
モラルスキルトレーニングの提唱者。哲学を吉田謙二に師事。教育学を佐野安仁に師事。

## 略歴
- 1978年 - 福井県立藤島高等学校卒業
- 1983年 - 同志社大学文学部文化学科哲学及び倫理学専攻卒業
- 1986年 - 同大学院文学研究科博士課程前期課程修了(文学修士)
- 1991年 - 同大学院文学研究科博士課程後期課程満期退学、同文学部嘱託講師（-1996年）
- 1996年 - 上越教育大学助教授
- 2007年 - 同大学教授（-2021年）
- 2013年 - 同大学副学長（-2019年）
- 2021年 - 同大学学長[7]

この他、放送大学客員教授などを兼務している。

## 主な著書
- ハラー『ウィトゲンシュタイン研究：ウィトゲンシュタインとオーストリア哲学』（翻訳）晃洋書房、1995年。
- パトナム『表象と実在』（共訳）晃洋書房、1997年。
- ノディングズ『ケアリング』（共訳）晃洋書房、1997年。
- 『ケアする心を育む道徳教育』（編著）北大路書房、2000年。
- 『新訂　道徳教育論』放送大学教育振興会、2009年。
- 『小学校道徳授業で仲間づくり・クラスづくり モラルスキルトレーニングプログラム』（編著）明治図書、2008年。
- 『人間としての在り方生き方をどう教えるか』（共著）教育出版、2010年。
- 『中学校道徳授業で仲間づくり・クラスづくり モラルスキルトレーニングプログラム』（編著）明治図書、2011年。
- 『モラルスキルトレーニング　スタートブック』明治図書、2013年。
- 『道徳教育の方法：理論と実践』左右社、2018年。
- 『小学道徳　はばたこう明日へ』１～6年（検定教科書）、教育出版、2018年。
- 『中学道徳　とびだそう未来へ』１～3年（検定教科書）、教育出版、2019年。
- 『道徳教育論』（共著）放送大学教育振興会、2021年。

## 所属学会
- 日本道徳教育方法学会（理事）
- 日本道徳教育学会
- 日本道徳性発達実践学会（常任理事）
- 日本学校教育学会（理事）
- 日本教科内容学会（副会長）
- 教育哲学会